# 액시던트 맨: 히트맨의 휴가
액시던트 맨: 히트맨의 휴가(Accident Man: Hitman's Holiday) 또는 액시던트 맨 2는 커비 형제가 감독하고 스콧 애드킨스 (스투 스몰과 공동으로 각본을 썼다), 레이 스티븐슨 (생전 개봉된 그의 마지막 영화), 페리 벤슨, 사라 창이 주연한 2022년 무술 액션 코미디 스릴러이다.
이 영화는 제시 V. 존슨의 2018년 영화 액시던트 맨의 속편이다. 이 영화는 발레타에서 촬영되었다. 이 영화는 2022년 10월 14일 미국에서 그리고 2022년 10월 24일 영국에서 개봉되었다.

## 줄거리
동료 암살자들을 어쩔 수 없이 죽인 죄책감을 달래기 위해 마이크 팔론은 런던에서 벗어나 몰타 섬으로 이주하여 근처 국가들에서 고용된 히트맨으로 일하며, 무술가 웡 시우링을 고용하여 무작위로 자신과 싸우게 함으로써 기술을 날카롭게 유지한다. 어느 날 밤, 마이크는 옛 친구 피니키 프레드를 우연히 만나게 되는데, 그는 마이크의 복수극 이후 옛 상사 빅 레이가 암살자 바를 잃었다고 알려준다. 프레드는 온라인에서 사랑에 빠진 여성에게 거액을 주어 돈이 떨어졌다. 마이크는 프레드를 불쌍히 여겨 그의 집에서 지내며 히트맨 일을 돕게 한다. 둘은 프레드의 장비를 시험하고 작업을 계획하기 위해 비밀 본부를 만든다.
마이크의 조언에 따라 프레드는 마이크조차 두려워하는 코사 노스트라 조직의 버릇없는 상속자 단테 주저에 대한 계약을 거절한다. 또 다른 히트맨 작업을 수행한 후, 마이크와 프레드는 납치되어 주저 부인을 만나게 되는데, 그녀는 마이크가 단테의 생명을 구해주는 대가로 단테에 대한 계약을 맡은 사람을 찾아 죽여달라고 요청한다. 단테에 대한 암살 시도는 마이크의 작업방식을 사용하여 이루어졌기 때문이다. 주저 부부는 마이크를 풀어주고, 그는 지역 술집에서 빅 레이를 만나게 된다. 프레드가 마이크의 조언에 반하여 레이에게 그들의 새로운 사업 운영에 대해 편지를 보냈던 것이다. 레이는 마이크에게 복수를 다짐하며 몰타에 온 이유가 임무 때문이라고 밝히고, 마이크는 그가 단테 암살 시도의 배후에 있었다는 것을 추측한다. 레이는 의뢰인이 현상금을 €900만으로 올리고 어떤 사람에게든 계약을 열었으며, 단테의 시계에 있는 추적 장치에 해킹하여 그의 위치를 방송하고 있다고 설명한다.
마이크는 프레드를 살리기 위해 단테를 보호하기로 결심한다. 마이크는 단테가 노래하는 노래방에 도착하지만, 단테는 시계를 파괴하기를 거부하고 삼켜버린다. 프레야 뒤 프리즈가 먼저 도착하여 단테의 보디가드 팀을 죽이고, 마이크는 그녀와 싸워 바베큐 꼬치로 그녀를 죽인다. 그런 다음 마이크는 단테에게 시계를 빼내기 위해 변비약을 먹게 하지만, 두 사람은 피를 마시는 뱀파이어 옌디의 습격을 받는다. 마이크는 자신의 마체테로 그를 죽인다. 그들은 단테를 안전하게 지키기 위해 마이크의 본부로 이동하고, 그곳에서 마이크는 시우링을 만난다. 마이크는 킬러 클라운 포코와 싸워 프레드의 이전에 부서진 장비 중 하나로 그를 죽이고, 시우링은 라이벌 암살자 스트랭글러 사일러스와 싸워 무거운 사슬로 그를 목 졸라 죽인다. 단테는 검객 오유미에게 거의 죽을 뻔하기 전에 시계를 빼내는 데 성공한다.
마이크는 단테의 생명을 걸고 일대일 싸움을 신청하지만, 빅 레이가 도착하여 산탄총으로 오유미를 죽이기 전까지 구타를 당한다. 레이는 단테를 죽이려고 하지만, 마이크는 프레드를 위해 멈추고 추적 장치를 파괴하라고 설득한다. 마이크, 레이, 시우링은 단테를 주저 부인에게 데려가 프레드와 교환한다. 주저 부인은 마이크와 프레드에게 섬을 떠나라고 명령하지만, 레이는 프레드가 단테의 양복에 심어둔 폭발물을 터뜨려 단테와 주저 부인을 죽이고 €900만 현상금을 얻는다. 프레드는 온라인에서 사랑에 빠진 여자를 만나지만, 마이크는 그 여자가 그가 암살자라는 것을 알고 떠났다고 설명한다. 마이크는 음성 해설에서 그 현상금 덕분에 자신, 프레드, 레이는 새로운 암살자 조직을 설립하고 삶의 다음 장으로 넘어갈 수 있었다고 말한다.

## 출연
- 스콧 애드킨스: 마이크 팔론 / 액시던트 맨 역
- 레이 스티븐슨: 레이 "빅 레이" 역, 전편의 마이크의 미치광이 아버지 같은 인물이자 멘토. 이 영화는 스티븐슨이 2023년 5월 사망하기 전에 개봉된 그의 마지막 영화이다.
- 페리 벤슨: 프레드 "피니키 프레드" 역, 기발한 무기 전문인 전편의 마이크의 동료
- 사라 창: 웡 시우링 역, 쿵푸 마스터 황비홍의 후손이자 결국 마이크의 조수가 되는 인물
- 조지 포에이커스: 단테 주저 역
- 플라미니아 친퀘: 주저 부인 역
- 보 파울러: 포코 "킬러 클라운" 역, 거대한 망치를 주 무기로 사용하는 고도의 내구력을 가진 킬러 클라운으로 많은 사람들에게 도시전설로 여겨졌다.
- 파이살 무하마드: 옌디 / 뱀파이어 역, 피를 마시는 것을 즐기는 가나 출신의 암살자
- 안드레아스 응우옌: 오유미 역, 닌자를 기반으로 한 싸움 스타일을 가진 일본 출신의 암살자이자 마이크의 옛 지인
- 피터 리 토마스: 사일러스 / 샌프란시스코의 스트랭글러 역, 피해자를 목 졸라 죽이는 것을 선호하는 암살자이자 마이크의 옛 지인
- 자라 피티안: 프레야 뒤 프리즈 / 죽음의 천사 역, 제임스 본드를 "멍청이"로 보는 사람들이 어둠의 기술로 훈련시켰다고 주장되는 고도의 실력자 암살자이자 마이크의 옛 지인

## 제작
촬영은 2021년 11월 몰타에서 시작되었지만, 코로나바이러스감염증-19 팬데믹으로 인해 중단되었다.

## 음악
무비스코어 미디어(MovieScore Media)는 2022년 11월 9일 영화의 오리지널 스코어를 담은 디지털 사운드트랙 앨범을 발매했다. 이 앨범에는 존 쿠체리니스(Hostile Territory, The Great Alaskan Race, Deus)가 작곡한 음악과 션 머레이(2018년 오리지널 영화의 음악을 작곡했다)의 Accident Man 테마곡, 그리고 아토믹의 두 곡이 포함되었다.

## 트랙 목록
전체 작곡: 존 쿠체리니스, 명시된 곳 제외.
| #            | 제목                                               | 재생 시간 |
| ------------ | -------------------------------------------------- | --------- |
| 1.           | 〈Back in the Race - 아토믹〉                      | 2:26      |
| 2.           | 〈Kill Mode – Engaged (Mike v Oyumi)〉             | 2:28      |
| 3.           | 〈Accident Man – Theme〉                           | 2:46      |
| 4.           | 〈A Brand New Life & Mike’s Arch Enemy〉           | 2:23      |
| 5.           | 〈Introducing Siu-ling〉                           | 1:14      |
| 6.           | 〈The (Preposterous) Adventures of Super-Fred!!!〉 | 2:12      |
| 7.           | 〈Taking Out Mr McKelleph〉                        | 0:49      |
| 8.           | 〈On the Phone to Mrs Zuuzer〉                     | 1:18      |
| 9.           | 〈The Bath Hit〉                                   | 0:59      |
| 10.          | 〈Mike v Freya〉                                   | 3:47      |
| 11.          | 〈The Exchange〉                                   | 1:39      |
| 12.          | 〈Mike v Yendi〉                                   | 3:46      |
| 13.          | 〈Introducing Oyumi & Confronting Big Ray〉        | 3:53      |
| 14.          | 〈Blown to Bits〉                                  | 0:48      |
| 15.          | 〈Gimme Your Love – 아토믹〉                       | 3:08      |
| 총 재생 시간 | 총 재생 시간                                       | 33:00     |

아토믹의 두 곡은 그들의 2011년 곡 "Heartbeater"의 연주곡도 포함된 EP 형태로 번들로 발매되었다.
사운드트랙 앨범에는 포함되지 않았지만 "Are We Superheroes?" 밴드도 영화 음악에 기여했으며, 4개의 오리지널 곡이 포함된 EP를 발매했다.
1. Biff Bang Pow! (2:32)
2. I Want More (2:35)
3. Judy in the Starry Skies (3:27)
4. Biff Bang Pow! (Feat. Segs)  (2:58)
"Biff Bang Pow!"는 영화 자체에 실제로 포함된 유일한 곡이다.